# Ligue des champions féminine de l'EHF 2022-2023
Navigation
2021-2022 2023-2024
La saison 2022-2023 de la Ligue des champions féminine de l'EHF est la 62e édition de la compétition, anciennement Coupe d'Europe des clubs champions. Organisée par l'EHF, elle met aux prises 16 équipes européennes.
Elle est remportée pour la troisième année consécutive pour le club norvégien des Vipers Kristiansand, vainqueur en finale du club hongrois du Ferencváros TC.

## Présentation

### Formule
La formule est identique à celle de la saison précédente.

### Modalités
La compétition commence par une phase de groupes où les équipes sont réparties en deux groupes, A et B, de huit équipes. Les matchs sont joués dans un système de championnat avec des matchs à domicile et à l'extérieur. Les six meilleures équipes de chaque groupe se qualifient pour la suite de la compétition : les équipes classées du 3e au 6e rang jouent les barrages et les vainqueurs et deuxièmes de groupe accèdent directement aux quarts de finale.
La phase à élimination directe comprend quatre tours : les barrages (ou huitièmes de finale), les quarts de finale et une finale à quatre comprenant deux demi-finales et la finale. En barrages, le 3e d'un groupe affronte le 6e de l'autre groupe en matchs aller-retour et 4es et 5es en font de même, le mieux classé des deux lors de la phase de poule ayant le privilège de jouer le match retour à domicile. Les quatre vainqueurs de ces barrages rejoignent en quarts de finale les vainqueurs et deuxièmes de groupe suivant le tableau prédéfini. Pour la finale à quatre, un tirage au sort détermine les oppositions en demi-finales.

### Qualifiés
Les neuf premiers championnats au classement EHF octroient une place en Ligue des champions à leur vainqueur. De plus, le championnat qui obtient le meilleur résultat en Ligue européenne sur les trois années précédentes obtient une place supplémentaire (notée LE dans le tableau ci-dessous).
Ainsi, conformément au coefficient EHF établi pour la saison 2022-2023, les champions nationaux suivants sont qualifiés :
| Rang | Pays       | Équipe                  | Statut                              |
| ---- | ---------- | ----------------------- | ----------------------------------- |
| 1    | Hongrie    | Győri ETO KC            | Champion de Hongrie 2021-2022       |
| 2    | France     | Metz Handball           | Champion de France 2021-2022        |
| 3    | Russie     | Rostov-Don              | Champion de Russie                  |
| 4    | Danemark   | Odense Håndbold         | Champion du Danemark                |
| 5    | Norvège    | Vipers KristiansandT    | Champion de Norvège                 |
| 6    | Roumanie   | Rapid Bucarest          | Champion de Roumanie                |
| 7    | Monténégro | ŽRK Budućnost Podgorica | Champion du Monténégro              |
| 8    | Croatie    | ŽRK Lokomotiva Zagreb   | Champion de Croatie                 |
| 9    | Allemagne  | SG BBM Bietigheim       | Champion d'Allemagne                |
| LE   | Danemark   | Team Esbjerg            | Vice-champion du Danemark 2021-2022 |

### Équipes ayant sollicité une invitation
Parallèlement aux clubs directement qualifiés, sept places sont attribuées par l'EHF sur dossier (Wild-Card) en fonction de quatre critères :
- qualité de la salle (capacité, qualité du terrain, commodités pour les supporters et les médias, loges VIP...) ;
- contrats de diffusion TV des pays concernés ;
- performances dans les compétitions européennes dans le passé ;
- product management.

Les fédérations classées entre la 1re et la 30e place, hormis le Danemark qui compte déjà un deuxième qualifié automatique en vertu de ses performances en Ligue européenne, peuvent demander un surclassement (« upgrade ») pour une équipe qualifiée en Ligue européenne. Le 23 juin, la Fédération européenne de handball dévoile les huit équipes candidates à une invitation :
| Rang | Pays      | Équipe                   | Statut                              | Décision   |
| ---- | --------- | ------------------------ | ----------------------------------- | ---------- |
| 1    | Hongrie   | Ferencváros TC           | Vice-champion de Hongrie 2021-2022  | Retenu     |
| 2    | France    | Brest Bretagne Handball  | Vice-champion de France 2021-2022   | Retenu     |
| 5    | Norvège   | Storhamar Håndball       | Vice-champion de Norvège 2021-2022  | Retenu     |
| 6    | Roumanie  | CSM Bucarest             | Vice-champion de Roumanie 2021-2022 | Retenu     |
| 9    | Allemagne | Borussia Dortmund        | Vice-champion d'Allemagne           | Non retenu |
| 10   | Slovénie  | RK Krim                  | Champion de Slovénie                | Retenu     |
| 13   | Tchéquie  | DHK Banik Most           | Champion de Tchéquie                | Retenu     |
| 14   | Turquie   | Kastamonu Belediyesi GSK | Champion de Turquie                 | Retenu     |

Remarque : pour plus de détails sur le statut de chaque championnat et les équipes désignées, voir 2022 en handball#Championnats européens.
Le Monténégro (7e) et la Croatie (8e) n'ont pas demandé une deuxième place en Ligue des Champions. Seuls trois champions initialement qualifiés pour la Ligue européenne ont demandé — et obtenu — leur surclassement. 
Le mardi 27 juin, l'EHF publie la liste des sept clubs retenus. Le Borussia Dortmund, seule équipe non retenue parmi les huit candidats, participe à la Ligue européenne à laquelle il était qualifié.

### Calendrier
| Nom              | Dates                                   | Nombre de participants |
| ---------------- | --------------------------------------- | ---------------------- |
| Phase de groupes | du 10 septembre 2022 au 12 février 2023 | 16                     |
| Barrages         | du 18 au 26 2023                        | 8                      |
| Quarts de finale | du 29 avril au 7 mai 2023               | 8                      |
| Final Four       | 3 et 4 juin 2023                        | 4                      |

## Phase de groupes
Les équipes terminant premières ou deuxièmes de leur poule sont directement qualifiées pour les quarts de finale, les équipes classées de la 3e à la 6e place sont qualifiées pour les barrages et les équipes classées aux 7e et 8e places sont éliminées.

### Tirage au sort
Le tirage au sort est effectué le 1er juillet 2022. À cette fin, l'EHF a constitué quatre chapeaux de quatre équipes. Chaque groupe comprendra deux équipes de chaque chapeau. Les équipes d'un même pays sont obligatoirement dans deux groupes différents.
- Vipers KristiansandT
- Győri ETO KC
- Metz Handball
- Odense Håndbold

- Rapid Bucarest
- Budućnost Podgorica
- RK Krim
- SG BBM Bietigheim

- Storhamar Håndball
- Ferencváros TC
- Brest Bretagne Handball
- Team Esbjerg

- DHK Banik Most
- ŽRK Lokomotiva Zagreb
- Kastamonu Belediyesi GSK
- CSM Bucarest

### Groupe A
|   | Équipe                  | Pts | J  | G  | N | P  | Bp  | Bc  | Diff | Dép            |  | Résultats (dom.\ext.)   | Vip   | CSM   | Ode   | FTC   | Krim  | BBH   | Bie   | Most  |
| - | ----------------------- | --- | -- | -- | - | -- | --- | --- | ---- | -------------- |  | ----------------------- | ----- | ----- | ----- | ----- | ----- | ----- | ----- | ----- |
| 1 | Vipers Kristiansand T   | 23  | 14 | 11 | 1 | 2  | 456 | 373 | 83   | /              |  | Vipers Kristiansand T   |       | 35-29 | 34-27 | 27-26 | 36-31 | 31-24 | 34-32 | 39-24 |
| 2 | CSM Bucarest            | 22  | 14 | 10 | 2 | 2  | 439 | 386 | 53   | /              |  | CSM Bucarest            | 27-24 |       | 40-31 | 30-24 | 30-28 | 30-30 | 28-28 | 40-25 |
| 3 | Odense Håndbold         | 16  | 14 | 8  | 0 | 6  | 398 | 373 | 25   | /              |  | Odense Håndbold         | 24-34 | 27-31 |       | 25-28 | 26-22 | 25-24 | 31-24 | 41-22 |
| 4 | Ferencváros TC          | 15  | 14 | 7  | 1 | 6  | 407 | 374 | 33   | /              |  | Ferencváros TC          | 26-26 | 29-33 | 27-23 |       | 37-26 | 20-21 | 28-23 | 43-19 |
| 5 | RK Krim                 | 12  | 14 | 6  | 0 | 8  | 399 | 405 | -6   | 6 pts          |  | RK Krim                 | 21-27 | 28-26 | 23-29 | 30-32 |       | 24-22 | 35-28 | 42-31 |
| 6 | Brest Bretagne Handball | 12  | 14 | 5  | 2 | 7  | 377 | 378 | -1   | 3 Pts, 0 Diff  |  | Brest Bretagne Handball | 29-36 | 26-33 | 21-25 | 24-21 | 22-24 |       | 32-28 | 31-26 |
| 7 | SG BBM Bietigheim       | 12  | 14 | 5  | 2 | 7  | 432 | 388 | 44   | 3 Pts, -4 Diff |  | SG BBM Bietigheim       | 32-30 | 25-27 | 24-27 | 40-20 | 30-23 | 25-25 |       | 47-25 |
| 8 | DHK Banik Most          | 0   | 14 | 0  | 0 | 14 | 347 | 578 | -231 | /              |  | DHK Banik Most          | 21-43 | 26-35 | 19-37 | 27-46 | 29-42 | 30-46 | 23-46 |       |

### Groupe B
|   | Équipe              | Pts | J  | G  | N | P  | Bp  | Bc  | Diff | Dép |  | Résultats (dom.\ext.) | Metz  | Győr  | Esbj  | Rap   | Buduć | Stor  | Kast  | Loko  |
| - | ------------------- | --- | -- | -- | - | -- | --- | --- | ---- | --- |  | --------------------- | ----- | ----- | ----- | ----- | ----- | ----- | ----- | ----- |
| 1 | Metz Handball       | 25  | 14 | 12 | 1 | 1  | 429 | 352 | 77   | /   |  | Metz Handball         |       | 29-28 | 26-24 | 36-34 | 29-23 | 31-22 | 35-24 | 38-13 |
| 2 | Győri ETO KC        | 22  | 14 | 11 | 0 | 3  | 444 | 347 | 97   | /   |  | Győri ETO KC          | 24-28 |       | 29-28 | 32-30 | 32-19 | 39-26 | 44-25 | 32-16 |
| 3 | Team Esbjerg        | 20  | 14 | 10 | 0 | 4  | 455 | 367 | 88   | 3   |  | Team Esbjerg          | 35-28 | 29-31 |       | 35-30 | 30-20 | 35-25 | 39-31 | 33-20 |
| 4 | Rapid Bucarest      | 20  | 14 | 9  | 2 | 3  | 441 | 404 | 37   | -3  |  | Rapid Bucarest        | 32-32 | 30-27 | 34-32 |       | 39-29 | 27-25 | 28-22 | 27-22 |
| 5 | Budućnost Podgorica | 13  | 14 | 6  | 1 | 7  | 346 | 366 | -20  | /   |  | Budućnost Podgorica   | 28-36 | 22-25 | 23-28 | 30-30 |       | 24-23 | 10-0  | 25-18 |
| 6 | Storhamar Håndball  | 8   | 14 | 4  | 0 | 10 | 377 | 406 | -29  | /   |  | Storhamar Håndball    | 24-26 | 21-35 | 25-34 | 29-36 | 25-27 |       | 31-29 | 37-13 |
| 7 | Kastamonu Bld. GSK  | 3   | 14 | 1  | 1 | 12 | 341 | 452 | -111 | /   |  | Kastamonu Bld. GSK    | 23-28 | 27-39 | 27-43 | 26-33 | 27-40 | 28-33 |       | 26-23 |
| 8 | Lokomotiva Zagreb   | 1   | 14 | 0  | 1 | 13 | 276 | 415 | -139 | /   |  | Lokomotiva Zagreb     | 18-27 | 16-27 | 18-30 | 27-31 | 24-25 | 22-31 | 26-26 |       |

## Phase à élimination directe
|  | Barrage | Barrage        | Barrage | Barrage               |    |                | Quart de finale | Quart de finale | Quart de finale | Quart de finale |
|  |         |                |         |                       |    |                |                 |                 |                 |                 |
|  |         |                |         |                       |    |                |                 |                 |                 |                 |
|  | A5      | RK Krim        | 29      | 24                    |    |                |                 |                 |                 |                 |
|  | A5      | RK Krim        | 29      | 24                    |    |                |                 |                 |                 |                 |
|  | B4      | Rapid Bucarest | 24      | 30                    |    |                |                 |                 |                 |                 |
|  | B4      | Rapid Bucarest | 24      | 30                    | B4 | Rapid Bucarest | 25              | 31              |                 |                 |
|  |         |                |         |                       | B4 | Rapid Bucarest | 25              | 31              |                 |                 |
|  |         |                | A1      | Vipers Kristiansand T | 31 | 40             |                 |                 |                 |                 |
|  |         |                |         |                       | 31 | 40             |                 |                 |                 |                 |
|  |         |                |         |                       |    |                |                 |                 |                 |                 |
|  |         |                |         |                       |    |                |                 |                 |                 |                 |
|  |         |                |         |                       |    |                |                 |                 |                 |                 |

|  | Barrage | Barrage             | Barrage | Barrage       |    |                | Quart de finale | Quart de finale | Quart de finale | Quart de finale |
|  |         |                     |         |               |    |                |                 |                 |                 |                 |
|  |         |                     |         |               |    |                |                 |                 |                 |                 |
|  | B5      | Budućnost Podgorica | 24      | 22            |    |                |                 |                 |                 |                 |
|  | B5      | Budućnost Podgorica | 24      | 22            |    |                |                 |                 |                 |                 |
|  | A4      | Ferencváros TC      | 28      | 27            |    |                |                 |                 |                 |                 |
|  | A4      | Ferencváros TC      | 28      | 27            | A4 | Ferencváros TC | 26              | 33              |                 |                 |
|  |         |                     |         |               | A4 | Ferencváros TC | 26              | 33              |                 |                 |
|  |         |                     | B1      | Metz Handball | 32 | 26             |                 |                 |                 |                 |
|  |         |                     |         |               | 32 | 26             |                 |                 |                 |                 |
|  |         |                     |         |               |    |                |                 |                 |                 |                 |
|  |         |                     |         |               |    |                |                 |                 |                 |                 |
|  |         |                     |         |               |    |                |                 |                 |                 |                 |

|  | Barrage | Barrage                 | Barrage | Barrage      |    |              | Quart de finale | Quart de finale | Quart de finale | Quart de finale |
|  |         |                         |         |              |    |              |                 |                 |                 |                 |
|  |         |                         |         |              |    |              |                 |                 |                 |                 |
|  | A6      | Brest Bretagne Handball | 25      | 24           |    |              |                 |                 |                 |                 |
|  | A6      | Brest Bretagne Handball | 25      | 24           |    |              |                 |                 |                 |                 |
|  | B3      | Team Esbjerg            | 28      | 27           |    |              |                 |                 |                 |                 |
|  | B3      | Team Esbjerg            | 28      | 27           | B3 | Team Esbjerg | 32              | 33              |                 |                 |
|  |         |                         |         |              | B3 | Team Esbjerg | 32              | 33              |                 |                 |
|  |         |                         | A2      | CSM Bucarest | 28 | 31           |                 |                 |                 |                 |
|  |         |                         |         |              | 28 | 31           |                 |                 |                 |                 |
|  |         |                         |         |              |    |              |                 |                 |                 |                 |
|  |         |                         |         |              |    |              |                 |                 |                 |                 |
|  |         |                         |         |              |    |              |                 |                 |                 |                 |

|  | Barrage | Barrage            | Barrage | Barrage      |    |                 | Quart de finale | Quart de finale | Quart de finale | Quart de finale |
|  |         |                    |         |              |    |                 |                 |                 |                 |                 |
|  |         |                    |         |              |    |                 |                 |                 |                 |                 |
|  | B6      | Storhamar Håndball | 22      | 30           |    |                 |                 |                 |                 |                 |
|  | B6      | Storhamar Håndball | 22      | 30           |    |                 |                 |                 |                 |                 |
|  | A3      | Odense Håndbold    | 30      | 30           |    |                 |                 |                 |                 |                 |
|  | A3      | Odense Håndbold    | 30      | 30           | A3 | Odense Håndbold | 27              | 28              |                 |                 |
|  |         |                    |         |              | A3 | Odense Håndbold | 27              | 28              |                 |                 |
|  |         |                    | B2      | Győri ETO KC | 29 | 37              |                 |                 |                 |                 |
|  |         |                    |         |              | 29 | 37              |                 |                 |                 |                 |
|  |         |                    |         |              |    |                 |                 |                 |                 |                 |
|  |         |                    |         |              |    |                 |                 |                 |                 |                 |
|  |         |                    |         |              |    |                 |                 |                 |                 |                 |

### Barrages
Les barrages aller ont lieu les samedi 18 et dimanche 19 mars 2023. Les matchs retour se déroulent la semaine suivante, les samedi 25 et dimanche 26 mars.
| Équipe                  | Aller   | Total   | Retour  | Équipe          |
| ----------------------- | ------- | ------- | ------- | --------------- |
| Storhamar Håndball      | 22 – 30 | 52 – 60 | 30 – 30 | Odense Håndbold |
| Brest Bretagne Handball | 25 – 28 | 49 – 55 | 24 – 27 | Team Esbjerg    |
| Budućnost Podgorica     | 24 – 28 | 46 – 55 | 22 – 27 | Ferencváros TC  |
| RK Krim                 | 29 – 24 | 53 – 54 | 24 – 30 | Rapid Bucarest  |

### Quarts de finale
Les quarts de finale aller sont prévus les 29 et 30 avril 2023 et les matchs retour la semaine suivante, les 6 et 7 mai.
| Équipe          | Aller   | Total   | Retour  | Équipe                |
| --------------- | ------- | ------- | ------- | --------------------- |
| Rapid Bucarest  | 25 – 31 | 56 – 71 | 31 – 40 | Vipers Kristiansand T |
| Ferencváros TC  | 26 – 32 | 59 – 58 | 33 – 26 | Metz Handball         |
| Team Esbjerg    | 32 – 28 | 65 – 59 | 33 – 31 | CSM Bucarest          |
| Odense Håndbold | 27 – 29 | 55 – 66 | 28 – 37 | Győri ETO KC          |

### Finale à quatre
La Finale à quatre (ou en anglais : Final Four) est programmée les 3 et 4 juin 2023 au MVM Dome de Budapest.
Un tirage au sort effectué le 12 mai détermine les équipes qui s'affrontent en demi-finales.
|  | Demi-finales        | Demi-finales       |                        |    | Finale             | Finale             |
|  | Demi-finales        | Demi-finales       |                        |    | Finale             | Finale             |
|  |                     |                    |                        |    |                    |                    |
|  | 3 juin 2023, 15h15  | 3 juin 2023, 15h15 |                        |    | 4 juin 2023, 18h00 | 4 juin 2023, 18h00 |
|  | 3 juin 2023, 15h15  | 3 juin 2023, 15h15 |                        |    | 4 juin 2023, 18h00 | 4 juin 2023, 18h00 |
|  | Győri ETO KC        | 35                 |                        |    | 4 juin 2023, 18h00 | 4 juin 2023, 18h00 |
|  | Győri ETO KC        | 35                 |                        |    | 4 juin 2023, 18h00 | 4 juin 2023, 18h00 |
|  | Vipers Kristiansand | 37                 |                        |    | 4 juin 2023, 18h00 | 4 juin 2023, 18h00 |
|  | Vipers Kristiansand | 37                 | Vipers Kristiansand    | 28 |                    |                    |
|  | 3 juin 2023, 18h00  |                    | Vipers Kristiansand    | 28 |                    |                    |
|  |                     | Ferencváros TC     | 24                     |    |                    |                    |
|  | Ferencváros TC      | Ferencváros TC     | 24                     | 30 |                    |                    |
|  | Ferencváros TC      |                    |                        | 30 |                    |                    |
|  | Team Esbjerg        | 29                 |                        |    |                    |                    |
|  | Team Esbjerg        | 29                 | Match pour la 3e place |    |                    |                    |
|  |                     |                    |                        |    |                    |                    |
|  | 4 juin 2023, 15h15  |                    |                        |    |                    |                    |
|  |                     |                    |                        |    |                    |                    |
|  | Győri ETO KC        | 28                 |                        |    |                    |                    |
|  | Győri ETO KC        | 28                 |                        |    |                    |                    |
|  | Team Esbjerg        | 27                 |                        |    |                    |                    |
|  | Team Esbjerg        | 27                 |                        |    |                    |                    |

#### Demi-finales
La première demi-finale s'est disputée devant 18 734 spectateurs :
- Győri ETO KC : Toft, Leynaud – Oftedal (11), Gros  (9), Hansen (3), Nze Minko   (3), Haugsted (2), Brattset (2), Schatzl (1), Ryu  (1), Győri-Lukács (1), Broch   (1), Faluvégi  (1), Blohm , Fodor, Despotović
- Vipers Kristiansand : Börjesson, Poulsen, Lunde – Roberts (8), Jeřábková  (7), Viakhireva (5), Ježić   (4), Andersen (4), Knedlíková (4), Tchaptchet (3), Valle Dahl (2), Sercien-Ugolin, Dahlum, Waade, Høve, Hesselberg
- Arbitres :   A. Covalciuc, I. Covalciuc

La seconde demi-finale s'est disputée devant 20 022 spectateurs :
- Ferencváros TC : Janurik, Bíró – Malestein  (7), Bölk (6), Klujber  (5), Lekić (5), Stolle  (3), Szöllősi-Zácsik (3), Kisfaludy  (1), Szucsánszki , Hársfalvi, Márton , Tomori, Papp, Kukely, Cvijić
- Team Esbjerg : Kristensen, Milling, Poulsen – Mørk (7), Reistad (7), Ingstad (6), Breistøl (4), Tranborg  (2), Solberg   (2), Heindahl   (1), Nielsen, Møller, Türkoğlu, Jacobsen, Tolstrup, Jacobsen
- Arbitres :   Backović, Palačković

#### Match pour la troisième place
Le match pour la troisième place s'est disputé devant 18 387 spectateurs :
- Győri ETO KC : Toft (1), Leynaud – Gros (6), Oftedal (5), Blohm (4), Brattset  (3), Nze Minko (3), Haugsted   (2), Győri-Lukács (2), Ryu (1), Fodor, Despotović (1), Hansen, Schatzl, Broch, Faluvégi, Farkas
- Team Esbjerg : Kristensen, Milling, Poulsen – Ingstad (6), Reistad (5), Mørk (4), Breistøl (4), Türkoğlu (3), Heindahl (2), Tranborg    (2), Jacobsen (1), Nielsen, Møller, Solberg, Tolstrup, Jacobsen
- Arbitres :   Ünlü Hatipoğlu, Şimşek

#### Finale
La finale s'est disputée devant 20 022 spectateurs :
- Vipers Kristiansand : Börjesson, Lunde – Viakhireva (6), S. Andersen (6), Roberts  (5), Jeřábková  (4), Knedlíková (3), Høve (1), Ježić   (1), Tchaptchet  (1), Valle Dahl (1), Sercien-Ugolin, Dahlum, Waade, Hesselberg, M. Andersen
- Ferencváros TC : Janurik, Bíró – Bölk  (5), Lekić (5), Cvijić (3), Szöllősi-Zácsik (3), Márton (2), Malestein (2), Klujber (2), Kisfaludy  (1), Stolle (1), Szucsánszki, Hársfalvi, Tomori , Papp, Kukely
- Arbitres :   Balvan, Praštalo

## Les championnes d'Europe
| Champion d'Europe - Ligue des champions 2022-2023 Vipers Kristiansand 3e titre |

L'effectif du Vipers Kristiansand était :
- Gardiennes de but
  - 01  Sofie Börjesson
  - 12  Julie Stokkendal Poulsen
  - 16  Katrine Lunde
- Ailières droites
  - 14  Tuva Høve
  - 37  Jana Knedlíková
- Ailières gauches
  - 10  Vilde Jonassen
  - 18  Mina Hesselberg
  - 27  Sunniva Næs Andersen
- Pivots
  - 17  Katarina Ježić
  - 20  Lysa Tchaptchet
  - 31  Ana Debelić
- Arrières gauches
  - 07  Martine Kårigstad Andersen
  - 09  Jamina Roberts
  - 21  Ragnhild Valle Dahl
  - 51  Markéta Jeřábková
- Demi-centres
  - 04  Tonje Refsnes
  - 22  Marta Tomac
  - 25  Nerea Pena
- Arrières droites
  - 06  Océane Sercien-Ugolin
  - 08  Karine Dahlum
  - 11  Silje Waade
  - 13  Anna Viakhireva
- Entraîneur
  -  Ole Gustav Gjekstad

## Statistiques et récompenses

### Meilleures buteuses
Au terme de la compétition, les meilleures buteuses sont :
| Rang | Joueuse           | Club                | Buts |
| ---- | ----------------- | ------------------- | ---- |
| 1    | Henny Reistad     | Team Esbjerg        | 142  |
| 2    | Markéta Jeřábková | Vipers Kristiansand | 118  |
| 2    | Cristina Neagu    | CSM Bucarest        | 118  |
| 4    | Katrin Klujber    | Ferencváros TC      | 114  |
| 5    | Ana Gros          | Győri ETO KC        | 99   |
| 6    | Emily Bölk        | Ferencváros TC      | 92   |
| 6    | Jovanka Radičević | RK Krim             | 92   |
| 6    | Angela Malestein  | Ferencváros TC      | 92   |
| 9    | Anniken Obaidli   | Storhamar Håndball  | 91   |
| 10   | Milena Raičević   | Budućnost Podgorica | 88   |